# Міжнародні відносини Боснії і Герцеговини
Міжнародні відносини Боснії і Герцеговини  — сукупність двосторонніх відносин Боснії і Герцеговини з іншими державами, а також її участь у роботі міжнародних організацій і міжнародних інституцій.

## Здобуття незалежності. Дейтонські угоди
3 березня 1992 р. за результатами проведеного двома днями раніше референдуму Боснія і Герцеговина вийшла зі складу СФРЮ й була проголошена незалежною державою. Ескалація міжетнічних суперечностей переросла у збройний конфлікт і повномасштабну війну, що тривала до підписання в Парижі 14 грудня 1995 р. Загальної рамкової угоди про мир (Дейтонські угоди). За умовами угод Боснія і Герцеговина, Хорватія та СРЮ погоджувались повністю поважати суверенну рівність одна одної й вирішити суперечки між собою мирними засобами; сторони зобов’язувалися поважати права людини, права біженців і переміщених осіб, всіляко співробітничати з усіма міжнародними акторами, включаючи РБ ООН, у здійсненні мирного врегулювання, розслідування і переслідування з суду військових злочинців і інших порушників міжнародних гуманітарних законів. 
Доповнення 4 до Угоди визначило, що Боснія і Герцеговина залишиться єдиною державою з повним визнанням її суверенітету та територіальної недоторканості в міжнародно визнаних кордонах. Держава мала складатися з двох рівноправних частин: Федерації Боснії і Герцеговини (мусульмани та хорвати) та Республіки Сербської, які разом формують єдину спільноту ("м’яка федерація" канадського зразка). Сферами компетенції центральних керівних органів держави стали зовнішня політика, зовнішня торгівля, митна і грошова політика, питання міграції населення, комунікації та транспортне сполучення. Решта питань знаходилися в компетенції кожної з двох частин держави. 
Було сформовано спільні державні органи: Президію з трьох членів (по одному представнику від мусульманської, сербської та хорватської громад, які на ротаційній основі обіймають посаду Голови Президії), двопалатний парламент (палата народів з 58-ми депутатів – 17 від босняків, 17 від хорватів, 17 від сербів і 7 – від інших етнічних спільнот, що обираються парламентами обох утворень, і палата представників з 98-ми депутатів, які обираються прямим голосуванням таким чином, що 2/3 представляє Боснію і Герцеговину, а 1/3 – Республіку Сербську), раду міністрів, яка несе відповідальність за сфери спільної компетенції.